# Dani Rodrik
Dani Rodrik, né le 14 août 1957 à İstanbul, est un économiste et universitaire turc, professeur d'économie politique internationale à la John F. Kennedy School of Government de l'Université Harvard. C'est un auteur reconnu en économie internationale, économie du développement ainsi qu'en économie politique. Ses recherches se concentrent autour des problèmes de croissance, en particulier pourquoi certains types de gouvernements et certaines politiques gouvernementales réussissent mieux que d'autres. C'est un des principaux opposants académiques aux thèses qui font du libre-échange le facteur obligé et essentiel de la croissance.
Sa position sur les limites de la prééminence du libre échange dans le « consensus de Washington » peut se résumer par la déclaration que si le libre échange est bien la meilleure solution dans le monde idéalisé des théories économiques standards, le monde réel est loin de cet idéal, et cela a pour conséquence que des politiques alternatives peuvent s'y avérer plus performantes que le pur libre échange.
Rodrik est affilié au National Bureau of Economic Research, au Centre for Economic Policy Research (à Londres), au Center for Global Development, l'Institute for International Economics et au Conseil des relations étrangères (CFR). Il fait partie du conseil scientifique de l'École d'économie de Paris. Il est codirecteur de la Review of Economics and Statistics. Parmi ses récompenses, il a reçu le « prix Léontieff pour l'avancement des limites de la pensée économique » en 2002. Il a également donné des conférences à la London School of Economics.

## Publications
- Avec Olivier Blanchard, Jean Tirole, Rapport sur les grands défis économiques de la Commission sur les grands défis économiques, remis à Emmanuel Macron en juin 2021.
- (en) Straight Talk on Trade : Ideas for a Sane World Economy, Princeton University Press, 2017, 336 p. (ISBN 978-1-4008-8890-0, lire en ligne); trad française: La mondialisation sur la sellette : plaidoyer pour une économie saine  (trad. de l'anglais), Louvain-la-Neuve (Belgique), De Boeck Supérieur, 2018, 336 p. (ISBN 978-2-8073-2052-9, lire en ligne)
- (en) Economics Rules : The Rights and Wrongs of the Dismal Science, W. W. Norton & Company, 2015, 272 p. (ISBN 978-0-393-24641-4); trad. française: Peut-on faire confiance aux économistes ? : réussites et échecs de la science économique  (trad. de l'anglais), Louvain-la-Neuve, De Boeck Université, 2017, 280 p. (ISBN 978-2-8073-0579-3, lire en ligne)
- (en) The Globalization Paradox : Democracy and the Future of the World Economy, W. W. Norton, 2012, 368 p. (ISBN 978-0-393-34128-7)
- Nations et mondialisation : les stratégies nationales de développement dans un monde globalisé  (trad. de l'anglais), Paris, La Découverte, 2008, 192 p. (ISBN 978-2-7071-5597-9)(réunit 4 articles publiés dans diverses revues).
- Rodrik, Dani, One Economics, Many Recipes : Globalization, Institutions, and Economic Growth, Princeton University Press, 2007, 263 p. (ISBN 978-0-691-12951-8)
- (en) McMillan, Margaret; Horn, Karen; and Rodrik, Dani, « When Economic Reform Goes Wrong: Cashews in Mozambique », Brookings Trade Forum 2003,‎ 2004, p. 97–165
- (en) Rodrik, Dani (ed), In Search of Prosperity : Analytic Narratives on Economic Growth, Princeton University Press, 2003, 481 p. (ISBN 978-0-691-09268-3)
- (en) Dani Rodrik, « The Global Governance of Trade As If Development Really Mattered », UNDP,‎ 2001 (lire en ligne)
- (en) Rodrik, Dani, The New Global Economy and Developing Countries : Making Openness Work, Overseas Development Council, 1999, 180 p. (ISBN 978-1-56517-027-8)
- (en) Rodrik, Dani, Has Globalization Gone Too Far?, Institute for International Economics, 1997, 108 p. (ISBN 978-0-88132-241-5)